# 金興旺
金興旺（？—1376年），祖籍不详，明朝初期军事将领。
其早年为威武衛指揮僉事，進同知。洪武元年，跟随徐达进攻河南、陕西，并请增加部队守卫潼关，于是徐达派遣金興旺辅助郭興守卫，后晋升指揮使。次年，攻打臨洮，移防鳳翔。当时賀宗哲攻鳳翔，金興旺与知府周煥嬰守卫。当时对方用荆草编成舫状大箕，其中藏五人进攻，当时箭石无法穿过。之后采用火攻才有效。后敌军挖地道进入，之后在城中采用矛刺而退敌。金興旺上计道，“对方说我们援兵未至所以肯定不敢出击。我们可以趁其不意出击退敌。”当时百戶王輅从臨洮收复李思齊降兵东还，即使其部队一同入城守卫。当时敌军围困时，众人商议弃城，金興旺大怒说：“天子把城池给了我们，怎么可以逃去呢？”当时王輅的部队都是新投降的，恐怕生叛变，于是金興旺主张犒劳新兵。后新兵大喜，纷纷协力守城。相持十五日后，因为听闻慶陽被攻下后，敌军离去。朱元璋因此派使者送金綺犒劳将士。
次年，徐达进攻沔州，命金興旺、張龍进攻連雲棧，后一并进攻興元。守将投降后，金興旺守卫其，并升任大都督府僉事。后蜀将吳友仁帅三万人围困只有三千人的興元。金興旺面部中箭后，拔箭而继续斩杀百人。后吳友仁決濠填塹，决计攻破。徐达听闻后，命傅友德夜襲木槽關，后大败吳友仁部队，当时金興旺威震陇西、四川。